# وادی السیر
وادی السیر (به عربی: وادی السیر) شهری در استان عمان در کشور اردن واقع شده‌است. جمعیت این شهر ۱۲۲٫۰۳۲ نفر است.